# Nationalversammlung (Armenien)
Die Nationalversammlung (armenisch Ազգային ժողով/ Asgajin schoghow, in wissenschaftlicher Transliteration Azgayin žołov) ist das Parlament der Republik Armenien.

## Geschichte
Der Oberste Sowjet der Armenischen SSR, die sich am 21. September 1991 für unabhängig von der UdSSR erklärt hatte, war erst am 20. Mai 1991 (einige Stichwahlen erst am 3. Juni) in bereits freier Wahl gewählt worden. Die erste Nationalversammlung wurde deshalb erst am 5. Juli 1995 gewählt. Die Anzahl der Sitze betrug 190, davon wurden 150 direkt gewählt und 40 über Listenplätze der Parteien. Parlamentspräsident wurde Babken Ararkzjan. Nach einer Regierungskrise im Februar 1999, auf dessen Höhepunkt Präsident Lewon Ter-Petrosjan zurücktreten musste, löste Chosrow Harutjunjan Arakzjan als Parlamentspräsident ab.
Die Wahl zur zweiten Nationalversammlung wurde am 30. Mai 1999 abgehalten. Die Anzahl der Sitze betrug nur noch 131, davon wurden 75 direkt gewählt und 56 über Listenplätze der Parteien. Parlamentspräsident wurde der parteilose Karen Demirtschjan, ehemals Generalsekretär der Armenischen Kommunistischen Partei. Am 27. Oktober 1999 stürmten bewaffnete Attentäter die Nationalversammlung und erschossen führende Politiker, darunter den Premierminister Wasken Sarkissjan, den Parlamentspräsidenten, einen Minister und fünf Abgeordnete. Später wurden einige der Täter zu lebenslanger Haft verurteilt. Neuer Parlamentspräsident wurde Armen Chatschaturjan.
Die Wahlen zur dritten Nationalversammlung fanden am 25. Mai 2003 statt. Arthur Baghdassarjan von der zweitstärksten Fraktion wurde Parlamentspräsident. Nach dem Rückzug seiner Partei aus der Regierung wurde am 1. Juni 2006 Tigran Torossjan zum neuen Parlamentspräsidenten gewählt. Am 12. Mai 2007 fanden Wahlen statt, bei denen nur noch 41 Direktmandate vergeben wurden. Die Republikanische Partei Armeniens konnte unter der Führung des Ministerpräsidenten Sersch Sargsjan ihre starke Position weiter ausbauen und erhielt 64 Sitze von 131. Auf 24 Sitze kam die vom Großunternehmer Gagik Zarukjan neu gegründete Partei Blühendes Armenien, die zusammen mit den Republikanern und der Armenische Revolutionäre Föderation bis dahin die Regierung bildete. In Folge der Zugewinne konnte die Partei Sargsjans danach mit Blühendes Armenien eine Zweierkoalition bilden. Die Parlamentswahlen 2007 waren die ersten Wahlen in Armenien seit der Unabhängigkeit, die die Beobachter der OSZE als „weitgehend entsprechend internationalen Standards“ bezeichneten.
Bei den Parlamentswahlen am 6. Mai 2012 konnte die Republikanische Partei deutlich hinzugewinnen und seitdem allein regieren. Durch ein umstrittenes Verfassungsreferendum im Dezember 2015 wurden die Bedingungen für die nächsten Wahlen geändert, sodass die Zahl der Abgeordneten auf 105 reduziert wurde und alle Mandate nach einem Verhältniswahlverfahren vergeben werden. Bei den Parlamentswahlen 2017 ging die regierende Partei mit 49 % der Stimmen erneut als deutlicher Sieger hervor. Der oppositionelle Zarukjan-Block um Gagik Zarukjan, dessen größter Teil die Partei Blühendes Armenien ist, wurde mit 27 % der Stimmen die zweitstärkste Kraft, gefolgt vom neuen Bündnis Jelk (Ausweg-Allianz) und der ARF. Die Wahl markierte zugleich den Abschluss der 2015 begonnenen Verfassungsreform und damit den Übergang vom präsidialen zum parlamentarischen Regierungssystem. Auch bei dieser Wahl kam es laut den OSZE-Beobachtern zu zahlreichen Unregelmäßigkeiten wie Stimmenkauf und Druck gegen Beamte und Angestellte.

## Parlamentsgebäude

### Geschichte des Gebäudes
Die Nationalversammlung hat ihren Sitz im Parlamentsgebäude in Jerewan. Es wurde von 1948 bis 1950 für das Zentralkomitee der KPdSU in Armenien gebaut. Der Architekt Mark Grigoryan erhielt dafür 1951 den Stalinpreis. 1991 wurde das Gebäude der Vorgängerinstitution der Nationalversammlung übergeben.

### Galerie

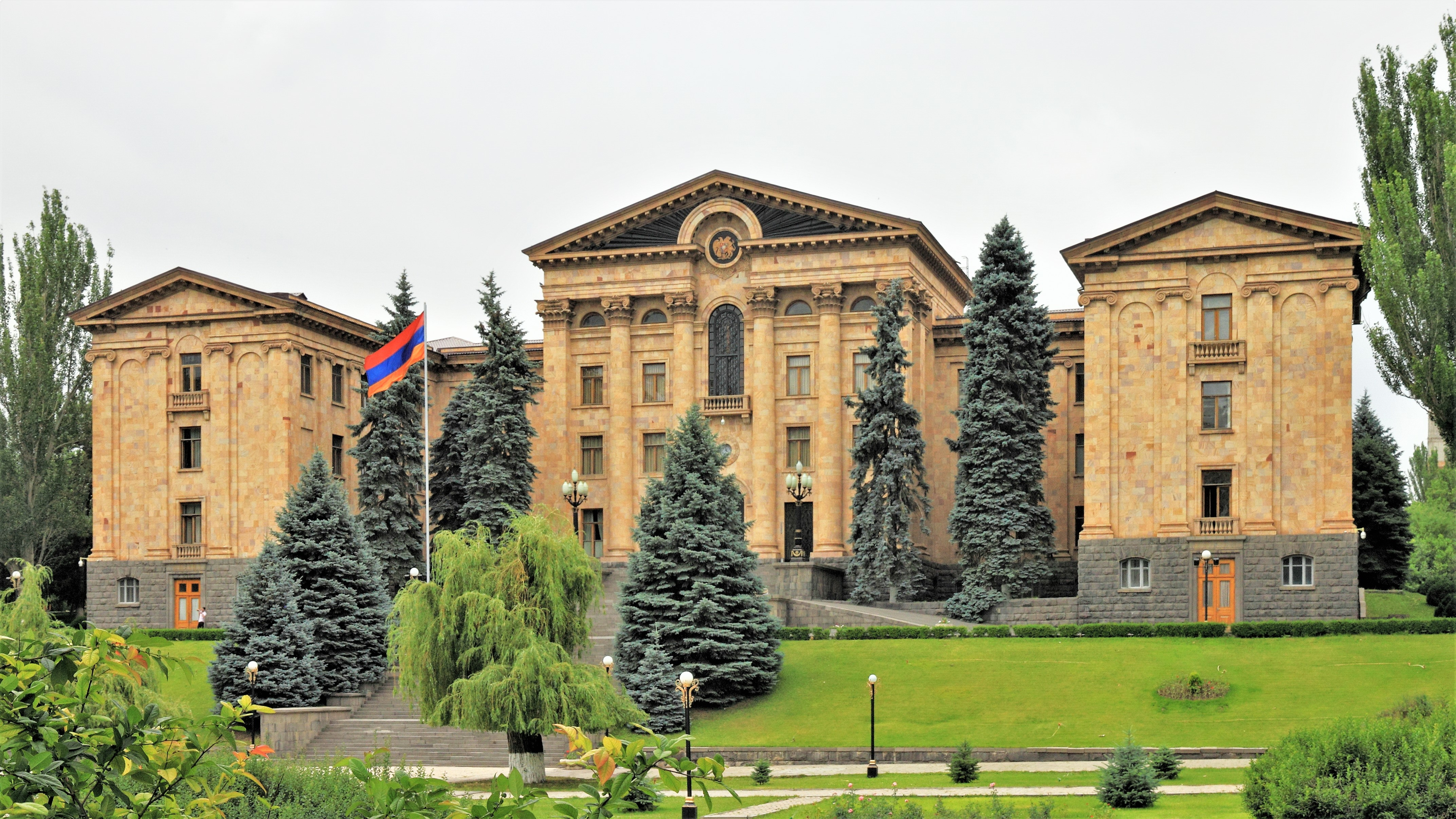
Außenansicht (2014)
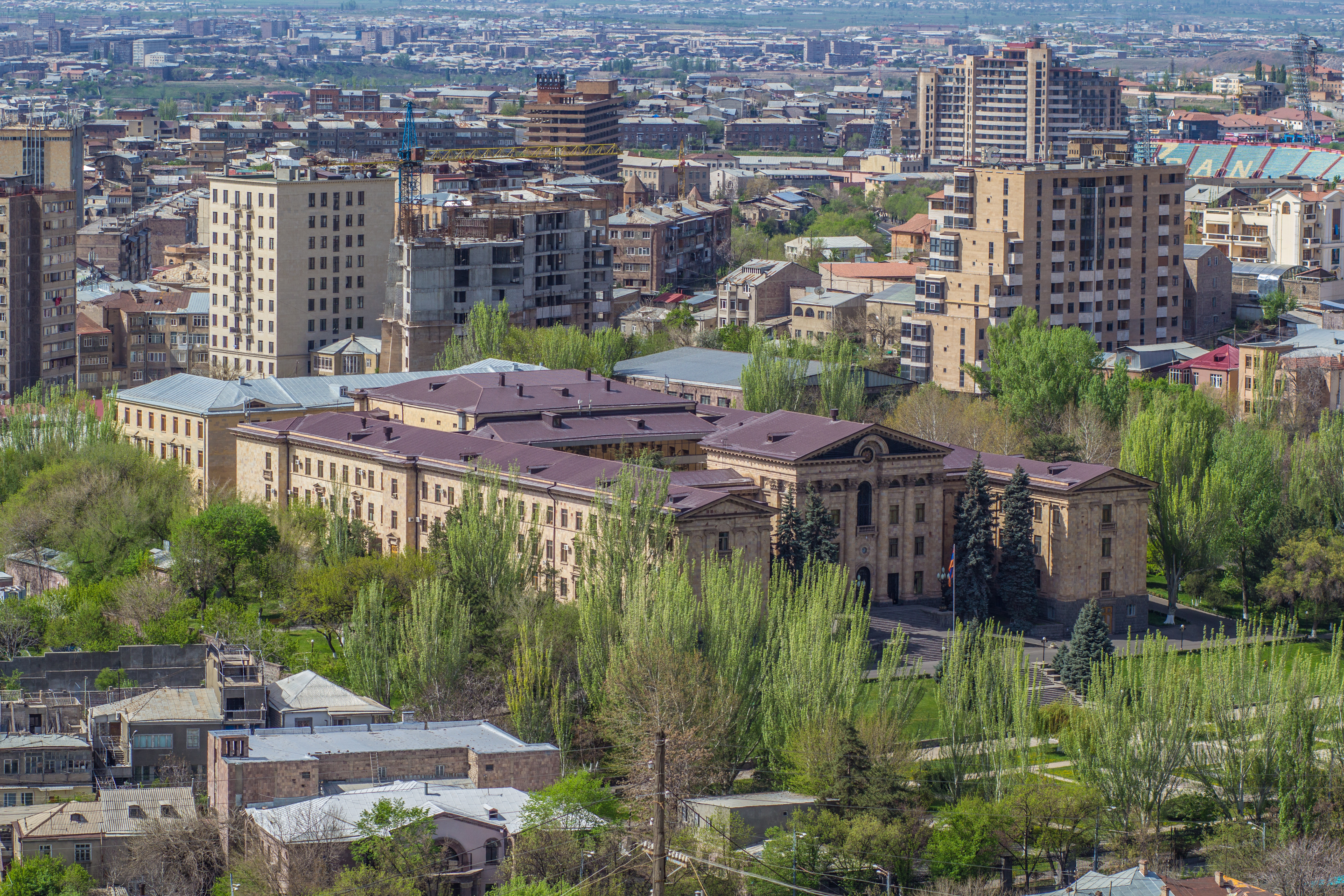
Blick von oben (2014)
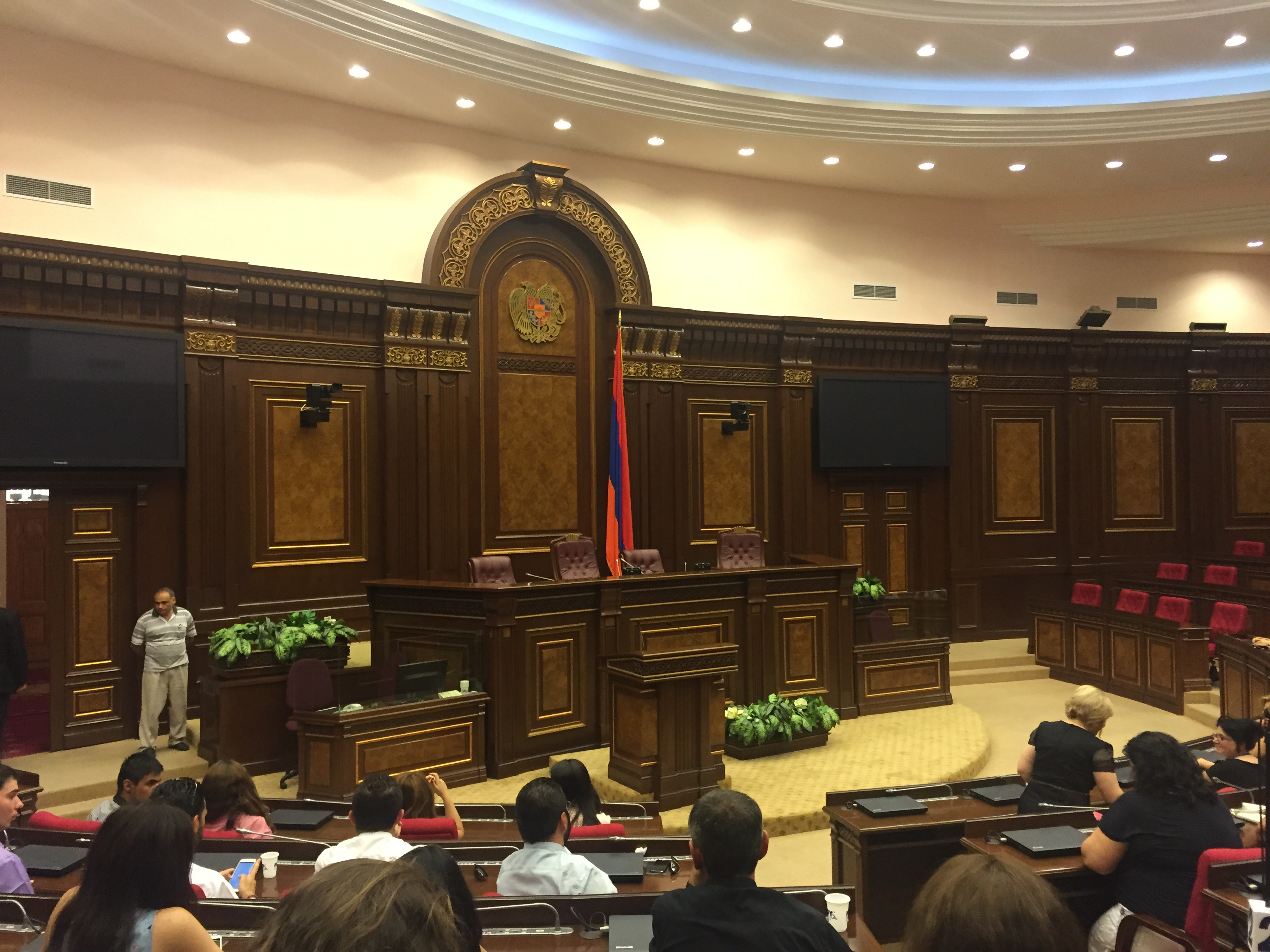
Parlamentssaal (2015)
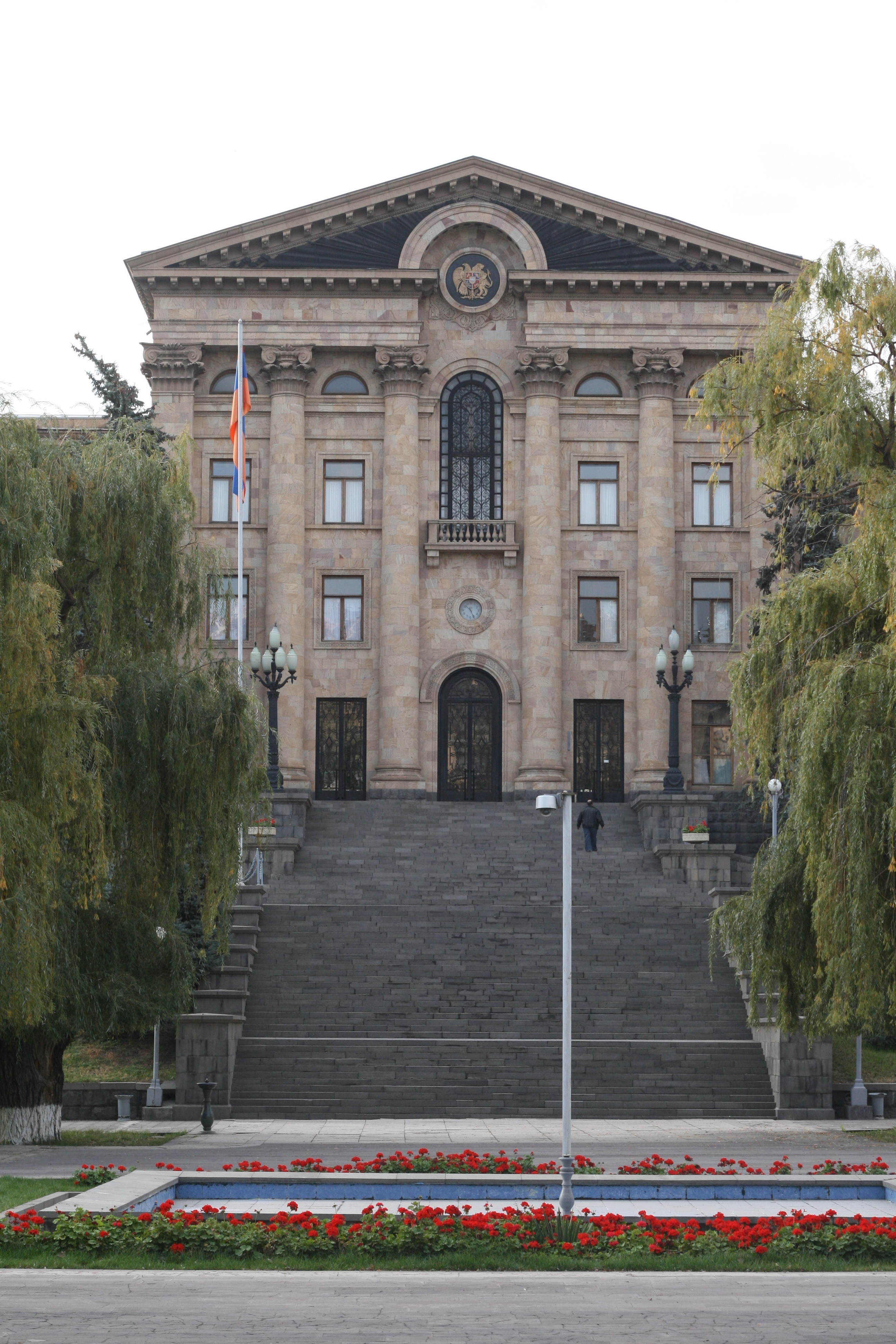
Haupteingang (2007)
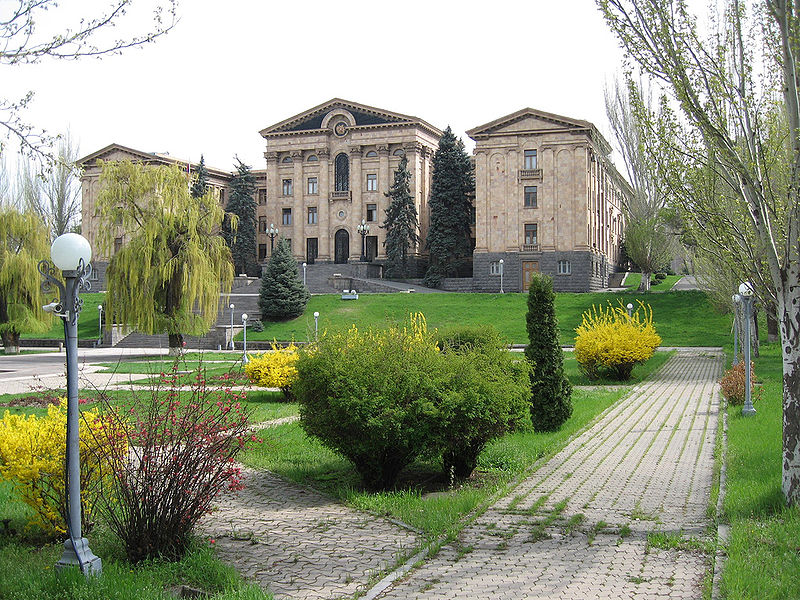
Grünflächen vor dem Gebäude (2009)
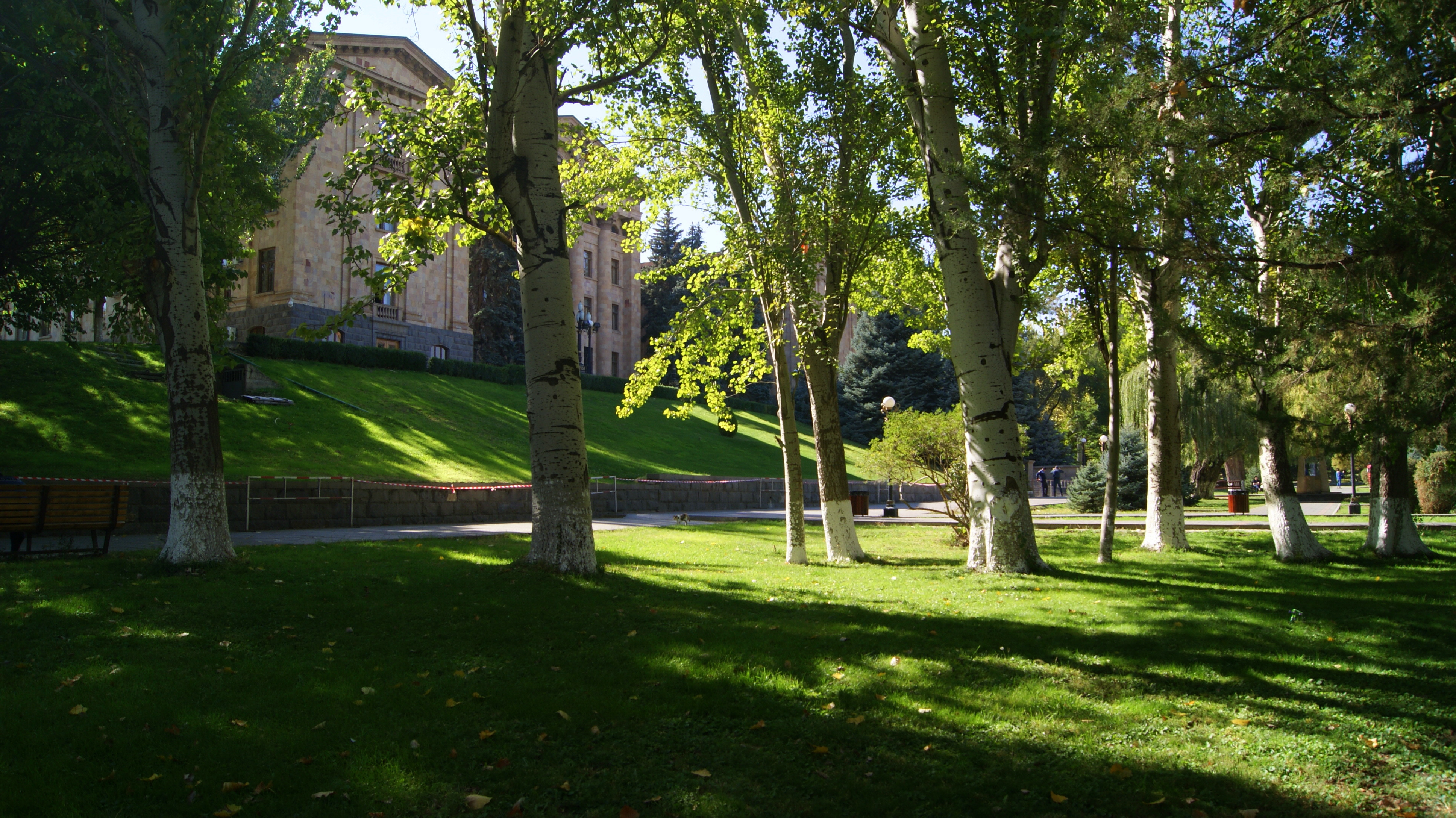
Baumbepflanzung (2018)
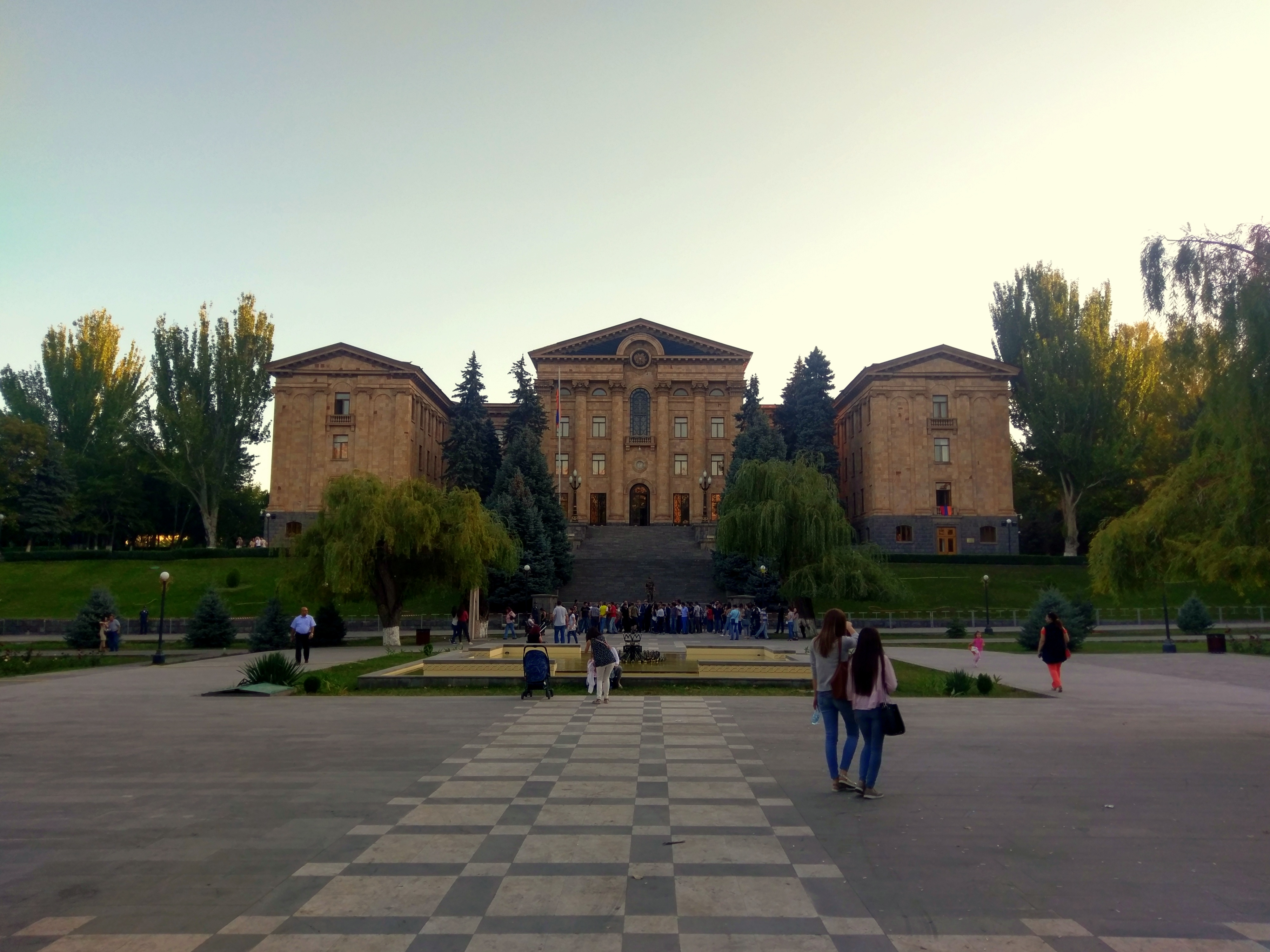
Platz vor dem Parlament (2018)
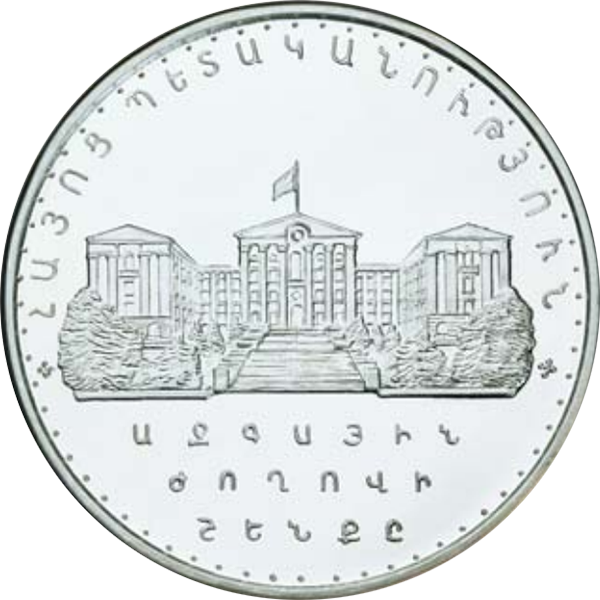
Das Gebäude auf einer 1995 geprägten 500-Dram-Münze